# Sunnie Pelant
Sunnie Pelant (* 9. November 2009 in San Diego, Kalifornien, Vereinigte Staaten) ist eine US-amerikanische Schauspielerin und Tänzerin. Ihre bekannteste Rolle ist die der Caroline Kennedy im Film Jackie: Die First Lady aus dem Jahr 2016.

## Leben und Karriere
Erste Schauspielerfahrungen machte Sunnie Pelant im Alter von fünf Jahren, als sie in einer Folge der Fernsehserie Ladies Like Us auftrat. Es folgten nun regelmäßig Auftritte in verschiedenen Filmen. 2016 übernahm sie die Rolle der kleinen Caroline Kennedy in dem Film Jackie: Die First Lady. In dem Film, das das Leben von Jackie Kennedy nach der Ermordung ihres Mannes John F. Kennedy zeigt, übernahm Natalie Portman die Hauptrolle als Jackie Kennedy, der Mutter von Caroline.
Von 2014 bis 2017 erhielt Sunnie Pelant außerdem eine wichtigere Rolle in der Fernsehserie Bones: Die Knochenjägerin. In 26 Episoden der Serie war sie in der Rolle der Christine Booth zu sehen. Schließlich übernahm sie noch weitere Rollen in Fernsehserien.

### Privatleben
Sunnie Pelant ist das jüngste von vier Kindern und hat zwei ältere Brüder und eine Schwester. Bereits im Alter von drei Jahren begann sie zu tanzen und lernte bald das Tanzen zu vielen verschiedenen Musikarten wie Jazz oder Hip Hop. Außerdem begann sie im Alter von drei Jahren als Model zu arbeiten.

## Filmografie
- 2014: Ladies Like Us (Fernsehserie, 1 Folge)
- 2016: The Maiden (Kurzfilm)
- 2016: Jackie: Die First Lady (Jackie)
- 2014–2017: Bones: Die Knochenjägerin (Bones, Fernsehserie, 26 Folgen)
- 2018: Crazy Ex-Girlfriend (Fernsehserie, 1 Folge)
- 2019: Navy CIS (Fernsehserie, 1 Folge)

### Als sie selber
- 2018: Teens Wanna Know (Fernsehserie, 1 Folge)

### Soundtrack
- 2016: Jackie: Die First Lady (Jackie, Performer von Happy Birthday)